# Hepatica opalina
Hepatica opalina là một loài bướm đêm trong họ Noctuidae.